# Koniemłoty
Koniemłoty est une localité polonaise de la gmina et du powiat de Staszów en voïvodie de Sainte-Croix.

## Personnalités
Louis Jean Celinski de Zaremba (1814-1877) architecte de la ville de Trouville-sur-Mer y nait le 10 janvier 1814.